# Hexatoma nigripennis
Hexatoma nigripennis är en tvåvingeart som först beskrevs av Frederik Maurits van der Wulp 1904.  Hexatoma nigripennis ingår i släktet Hexatoma och familjen småharkrankar. Inga underarter finns listade i Catalogue of Life.